# Robert Mikołajczak
Robert Mikołajczak (ur. 22 maja 1975 w Lesznie) – polski żużlowiec.
Licencję żużlową uzyskał w 1991 w barwach Unii Leszno. W leszczyńskiej drużynie jeździł do 1998. W 1999 przeszedł do drugoligowego Włókniarza Częstochowa. W 2000 przeniósł się do występującej w I lidze Iskry Ostrów Wielkopolski. Po spadku ostrowian do II ligi Mikołajczak w sezonie 2001 zasilił zespół pierwszoligowego Startu Gniezno, jednak po roku przeszedł do pierwszoligowego Kolejarza Rawicz, w którym występował również przez rok. Na sezon 2003 podpisał kontrakt z ekstraligową Unią Leszno. W sezonie 2004 występował dwie klasy rozgrywkowe niżej, w drugoligowej Polonii Piła. Na sezon 2005 powrócił do Kolejarza Rawicz, w barwach którego w sezonie 2007 wywalczył awans do I ligi. Następny sezon spędził w drugoligowym Orle Łódź. Po spadku Kolejorza do II ligi w sezonie 2008 ponownie zasilił rawicki zespół. W 2010 powrócił do pilskiej Polonii.
Największymi osiągnięciami Mikołajczaka są dwa medale Drużynowego Pucharu Polski z lat 1997 i 1998, zdobyte z zespołem Unii Leszno, a także awans do I ligi w 2007 z zespołem Kolejarza Rawicz. W 1996 zdobył złoty medal młodzieżowych mistrzostw Polski par klubowych i brązowy młodzieżowych drużynowych mistrzostw Polski. Był również międzynarodowym mistrzem Łotwy w 2003 oraz brązowym medalistą tych rozgrywek w 1999. W 2005 został klubowym wicemistrzem Europy. W 1994 zajął trzecie miejsce w Turnieju o Brązowy Kask.

## Kluby
Liga polska
- 1991–1998: Unia Leszno
- 1999: Włókniarz Częstochowa
- 2000: Iskra Ostrów Wielkopolski
- 2001: Start Gniezno
- 2002: Kolejarz Rawicz
- 2003: Unia Leszno
- 2004: Polonia Piła
- 2005–2007: Kolejarz Rawicz
- 2008: Orzeł Łódź
- 2009: Kolejarz Rawicz
- od 2010: Polonia Piła

Liga duńska:
- 2007–2009: Brovst